# ヤコブ・ポウルセン
ヤコブ・ポウルセン（Jakob Poulsen, 1983年7月7日 - ）は、デンマーク・南デンマーク地域出身の元サッカー選手、現サッカー指導者。元デンマーク代表である。現役時代のポジションはMF。

## 選手経歴
デビューしたエスビャウfBで飛躍的な成長を遂げ、公式戦134試合に出場して21得点を決めた。2006年にエールディヴィジのSCヘーレンフェーンに移籍し、2シーズンで63試合に出場して3得点したが、そのほかに多くのアシストを決めた。2008年8月に母国のオーフスGFに移籍し、そこでの活躍が認められてデンマーク代表に初選出された。2009年2月のギリシャとの親善試合でデビューし、ダニエル・イェンセンの負傷などからチャンスをつかみ、モルテン・オルセン率いる代表の中心選手となった。2010 FIFAワールドカップ欧州予選にはアルバニア戦で初出場し、6節のアウェーでのスウェーデン戦には先発フル出場して勝利に貢献した。最終戦まで5試合連続で先発出場し、勝利して本大会出場を決めたホームでのスウェーデン戦では決勝点となる代表初得点を決めた。2009年12月、デンマーク・スーペルリーガの年間最優秀選手に選ばれた。2010年1月にはセリエAのSSラツィオからオファーがあり、クラブはこの申し出を受け入れたが、確実にFIFAワールドカップの登録メンバーに選出されるために、ポウルセン本人が移籍を拒否した。
2010年5月、2010 FIFAワールドカップ本大会に出場するデンマーク代表メンバー23人に選ばれた。本大会グループリーグ第2戦のカメルーン戦では試合終了間際に途中出場した。第3戦の日本戦では2点を先行された34分にMFマルティン・ヨルゲンセンと代わってピッチに入り、59分にはGK川島永嗣にセーブを強いるミドルシュートを放ったが、1-3で敗れて決勝トーナメント進出はならなかった。2010 FIFAワールドカップ後にはプレミアリーグのウィガン・アスレティックFCやブンデスリーガの1.FCケルンが獲得に興味を示したが、2010年8月17日、FCミディランドに移籍した。
2012年6月23日、クラウディオ・ラニエリ監督率いるリーグ・ドゥ（2部）のASモナコに移籍した。移籍金は約90万ポンドと報じられている。
2014年1月、FCミディランドに復帰した。
2019年9月2日、メルボルン・ビクトリーに移籍した。2019-20シーズン終了後、現役引退を表明した。

## 指導者経歴
2023年11月8日、デンマーク・スーペルリーガのヴィボーFFの監督に途中就任し、監督としてのキャリアをスタートさせた。

## 代表歴

### 出場大会
- デンマーク代表
  - 2010 FIFAワールドカップ

### 試合数
- 国際Aマッチ 39試合 3得点（2009年-2015年）[10]

| デンマーク代表 | 国際Aマッチ | 国際Aマッチ |
| 年             | 出場        | 得点        |
| -------------- | ----------- | ----------- |
| 2009           | 10          | 1           |
| 2010           | 8           | 1           |
| 2011           | 4           | 0           |
| 2012           | 10          | 0           |
| 2013           | 0           | 0           |
| 2014           | 2           | 0           |
| 2015           | 5           | 1           |
| 通算           | 39          | 3           |

## タイトル

### クラブ
モナコ
- リーグ・ドゥ : 1回 (2012-13)

ミッティラン
- デンマーク・スーペルリーガ : 2回 (2014-15, 2017-18)
- デンマーク・カップ : 1回 (2018-19)